# A vad jövő
A vad jövő (eredeti címén The Future Is Wild) brit televíziós filmsorozat. A jövő faunájáról szól. Ha azt a szót halljuk: evolúció, legtöbben a múltbéli folyamatokra gondolunk, az evolúció azonban nem ér véget, eseményei napjainkban is – az emberi időlépték szerint észrevehetetlenül lassan, de megállíthatatlanul – követik egymást. Földrészek távolodnak vagy találkoznak újra, változik az éghajlat, fajok jelennek meg és pusztulnak ki, hogy helyüket mások vegyék át.
Milyen lesz a Föld több millió év múlva, miután az ember – sok más fajjal együtt – eltűnik egy újabb földtörténeti kor végét jelző tömeges kipusztulás során? Tudományos tényekre alapozva neves kutatók segítségével mutatják be a szerzők az elképzelt jövő különös világát.
Magyarországon a Duna TV vetítette, azonban több változata futott az Animal Planeten is. Itt új narrációt kapott, valamint a címet Kíméletlen jövőre változtatták. Megjelent továbbá a sorozat könyv változata is, amelynek magyar nyelvű kiadása a Duna TV szinkronjában felhasznált fordításokat alkalmazta.
Emellett a műsorból 2007-ben rajzfilmsorozat is készült, amelyet Magyarországon a KidsCo csatorna sugárzott.

## Idők, fajok
5 millió év múlva Észak-Amerika és Észak-Európa nagy részét jég borítja, csupán az észak-amerikai sivatag és az európai tundra jégmentesek. Afrika, Európa és Ázsia lassan közelednek egymás felé. Ez a folyamat, a tengerszint csökkenésével karöltve a Földközi-tenger kiszáradását okozta. Dél-Amerikában az amazonasi esőerdő száraz füves pusztáknak adta át a helyét.

### 5 millió év múlva
- Gyapjas mormota, a mormota jövőbeli rokona.
- Hóborz, a rozsomák jövőbeli rokona.
- Szulabálna, a szula jövőbeli rokona.
- Csipkés gyík, a galléros gyík jövőbeli rokona.
- Karcsú disznó, a vaddisznó jövőbeli alfaja.
- Karsztnyest, a nyérc jövőbeli rokona.
- Bugamajom, az utolsó majomfaj.
- Pávakeselyű, a puszták futó röpképtelen madara.
- Csörgőhátú, az aguti jövőbeli rokona.
- Sivatagi csörgőhátú, a csörgőhátú észak-amerikai rokona.
- Vakondfajd, a fürj jövőbeli rokona.
- Óriás denevér.

### 100 millió év múlva
100 millió év múlva a legtöbb emlős kihalt. A rovarok nagyra nőnek, mint a karbonban. Melegszik a Föld, a teknősök elvesztik a páncéljukat.
- Zátonygálya, a halszerű tengeri csiga.
- Óceán fantomja, a portugál gálya jövőbeli rokona.
- Langalétapók, a tengeri pókok jövőbeli rokona.
- Rönkharcsa, az elektromos harcsa jövőbeli rokona.
- Mocsárpolip, a szárazföldet először meghódító puhatestű.
- Toraton, minden idők legnagyobb teknősfaja.
- Csótányroppantó, az antarktiszi dzsungel egyik madara.
- Sólyomdarázs, a madárevő óriásdarázs
- Tűzesőfa, a tűz virágú növény.
- Tűzköpő madár, az antarktiszi dzsungel másik madara.
- Tűzköpő, a madárevő rovar.
- Szélfutó, a négyszárnyú daru.
- Higanypók, a madárpók jövőbeli rokona.
- Pockány, az utolsó emlősfaj.

### 200 millió év múlva
200 millió év múlva csak egy kontinens lesz, a Pangea 2., a legtöbb gerinces kihalt, a puhatestűek válnak a Föld uraivá.
- Terabit, a termesz jövőbeli rokona.
- Páfrányféreg, a növényes féreg.
- Szellemféreg, a sörtétlen vízi féreg.
- Hóhérszalag, a ragadozó vízi féreg.
- Ezüstlebegő
- Óceáni hadár
- Szivárványos tintahal
- Cirkálócápa
- Dongóbogár
- Homokugró
- Halálhordó
- Erdei hadár
- Óriás tintahal
- Fanya
- Mohafa
- Majmár